# 扎赫拉比夫卡
49°13′17″N 24°12′10″E / 49.22139°N 24.20278°E
扎赫拉比夫卡（羅馬化：Zahrabivka）是烏克蘭西部的村莊，隸屬利維夫州的斯特雷區。該村面積0.36平方公里，海拔高度256米，2001年人口72，人口密度每平方公里200人。